# Caenothericles
Caenothericles is een geslacht van rechtvleugeligen uit de familie Thericleidae. De wetenschappelijke naam van dit geslacht is voor het eerst geldig gepubliceerd in 1977 door Descamps.

## Soorten
Het geslacht Caenothericles  is monotypisch en omvat slechts de volgende soort:
- Caenothericles capitatus (Descamps, 1977)